# 武库清吏司
武库清吏司，兵部官署名称。
明朝洪武二十九年（1396年）改库部为武库清吏司。管理戎器、符勘、尺籍、武学、柴薪、皂隶。设郎中一人正五品，员外郎一人从五品，主事二人正六品，南京兵部亦设。清朝顺治元年（1644年），沿置武库清吏司，设郎中三人：满洲二人，汉族一人；员外郎二人：满洲一人，蒙古一人；主事二人：满洲一人，汉族一人。掌管全国兵籍、军器，武科举、编发、戍军。下设督学科、编军科、俸粮科。